# Notolabrus inscriptus
Notolabrus inscriptus là một loài cá biển thuộc chi Notolabrus trong họ Cá bàng chài. Loài này được mô tả lần đầu tiên vào năm 1848.

## Từ nguyên
Từ định danh inscriptus trong tiếng Latinh có nghĩa là "được viết, khắc", hàm ý đề cập đến những vệt sọc như chữ viết trên cơ thể của loài này.

## Phạm vi phân bố và môi trường sống
N. inscriptus có phạm vi phân bố ở Tây Nam Thái Bình Dương. Loài này được ghi nhận ở vùng bờ biển bang New South Wales (Úc), từ Sydney đến Eden, bao gồm đảo Norfolk và đảo Lord Howe ở ngoài khơi, mở rộng phạm vi về phía đông đến vùng biển phía bắc New Zealand và quần đảo Kermadec.
N. inscriptus sống gần các rạn đá ngầm và thường trong các rừng tảo bẹ Ecklonia ở độ sâu đến 30 m.

## Mô tả
N. inscriptus có chiều dài cơ thể tối đa được ghi nhận là 50 cm. Chúng là là loài lưỡng tính tiền nữ; cá cái chuyển đổi giới tính thành cá đực khi đạt đến chiều dài khoảng 20 cm.
Cá đực trưởng thành có màu xanh lam xám lốm đốm những vệt màu vàng kim trên mỗi vảy, vây lưng và vây hậu môn màu trắng nổi bật. Cá cái màu nâu đỏ (những cá thể lớn đang chuyển thành cá đực có màu nâu xám), lốm đốm các vệt trắng trên mỗi vảy tạo thành các hàng sọc ngang. Đầu và mang cũng có những vệt sọc màu trắng. Cá con hậu ấu trùng có màu xanh lục lốm đốm các vệt trắng với đốm tròn màu đen ở sau vây lưng và vây hậu môn.
Số gai ở vây lưng: 9; Số tia vây ở vây lưng: 11; Số gai ở vây hậu môn: 3; Số tia vây ở vây hậu môn: 11; Số tia vây ở vây ngực: 12.

## Sinh thái
Thức ăn của N. inscriptus chủ yếu là các loài động vật thân mềm và động vật giáp xác. Các cá thể lai giữa N. inscriptus với Notolabrus fucicola đã được ghi nhận ở New Zealand.

### Trích dẫn
- B. C. Russell (1988). "Revision of the labrid fish genus Pseudolabrus and allied genera" (PDF). Records of the Australian Museum. Quyển 9. tr. 1–72.